# ماريو مسقط
ماريو مسقط (بالإنجليزية: Mario Muscat)‏ هو لاعب كرة قدم مالطي في مركز حراسة المرمى، ولد في 18 أغسطس 1976 في باولا في مالطا. شارك مع منتخب مالطا لكرة القدم. أما مع النوادي، فقد لعب مع نادي هيبرنيانز.

## وصلات خارجية
- ماريو مسقط على موقع الاتحاد الدولي (مؤرشف)  (الإنجليزية)
- ماريو مسقط على موقع قاعدة بيانات كرة القدم.إي يو (الإنجليزية)
- ماريو مسقط على موقع ناشيونال فوتبول تيمز (الإنجليزية)
- ماريو مسقط على موقع Soccerbase.com (لاعب) (الإنجليزية)
- ماريو مسقط على موقع Soccerway.com (الإنجليزية)
- ماريو مسقط على موقع عالم كرة القدم.نت (الإنجليزية)